# Вероніка Джуліані
Вероніка Джуліані (італ. Veronica Giuliani; 1660, Меркателло-суль-Метауро, Італія — 1727, Читта-ді-Кастелло) — черниця ордену капуцинів, затворниця, католицька свята новітніх часів з Італії.

## Життєпис
Вероніка Урсула Джуліані народилася в 1660 році в Мерцателлі (Італія). У сімнадцять років вступила до ордену Капуцинок. Відзначалася любов'ю до молитви й контемпляції, покутними практиками й умертвіннями тіла. Прагнула вподібнитися до свого Божественного Вчителя — Ісуса Розіп'ятого. До фізичних страждань через стигмати додалися також моральні, бо її вважали божевільною. Земне життя скінчила в 1727 році на п'ятдесятому році чернечого життя.